# 亞布盧尼夫卡 (盧甘斯克州)
49°38′52″N 38°5′40″E / 49.64778°N 38.09444°E
亞布盧尼夫卡（烏克蘭語：Яблунівка）是位於烏克蘭東部的村莊，由盧甘斯克州斯瓦托韋區的下杜萬卡市鎮負責管轄。該村始建於1951年，面積0.31平方公里，海拔高度94米，2001年人口20，人口密度每平方公里65.4人。